# Paullinia uloptera
Paullinia uloptera är en kinesträdsväxtart som beskrevs av L. Radlk.. Paullinia uloptera ingår i släktet Paullinia och familjen kinesträdsväxter. Inga underarter finns listade i Catalogue of Life.